# Mysterium Fidei
Mysterium Fidei és la tercera encíclica del papa Pau VI. Fou promulgada el 3 de setembre de 1965 i tracta sobre la doctrina i culte de la Sagrada Eucaristia.

## Estructura
- Motius de sol·licitud pastoral i de preocupació
- La Sagrada Eucaristia és un misteri de fe
- El misteri eucarístic es realitza en el sacrifici de la missa
- En el sacrifici de la missa, Crist es fa sagramental present
- Crist Senyor és present en el sagrament de l'Eucaristia per la transsubstanciació
- Del culte latrèutic degut al sagrament eucarístic
- Exhortació per promoure el culte eucarístic